# Kommunalwahlen in Hessen 2011
Die Kommunalwahlen in Hessen 2011 fanden am 27. März 2011 statt. Die Hessische Landesregierung hatte durch Verordnung vom 30. April 2010 den 27. März als Wahltag festgelegt.
Gleichzeitig zur Kommunalwahl fanden die Landtagswahlen in Baden-Württemberg und Rheinland-Pfalz statt. Die Volksabstimmung zur Aufnahme der Schuldenbremse in die Hessische Landesverfassung fand ebenfalls am gleichen Tag statt.
Alle fünf Jahre werden in Hessen Kommunalvertretungen gewählt. Dazu gehören die Wahl der Kreistage, Stadtverordnetenversammlungen und Gemeindevertretungen sowie der Ortsbeiräte. Indirekt werden die Mitglieder der Verbandskammer des Planungsverbandes Ballungsraum Frankfurt/Rhein-Main bestimmt.
Im Main-Kinzig-, Main-Taunus- und Rheingau-Taunus-Kreis wurden die Landräte neu gewählt. Es wurden ebenfalls einige Oberbürgermeister oder Bürgermeister, beispielsweise in Kassel, Marburg und Darmstadt, neu gewählt.
Die vorherigen Kommunalwahlen fanden am 26. März 2006 statt.

## Wahlberechtigte

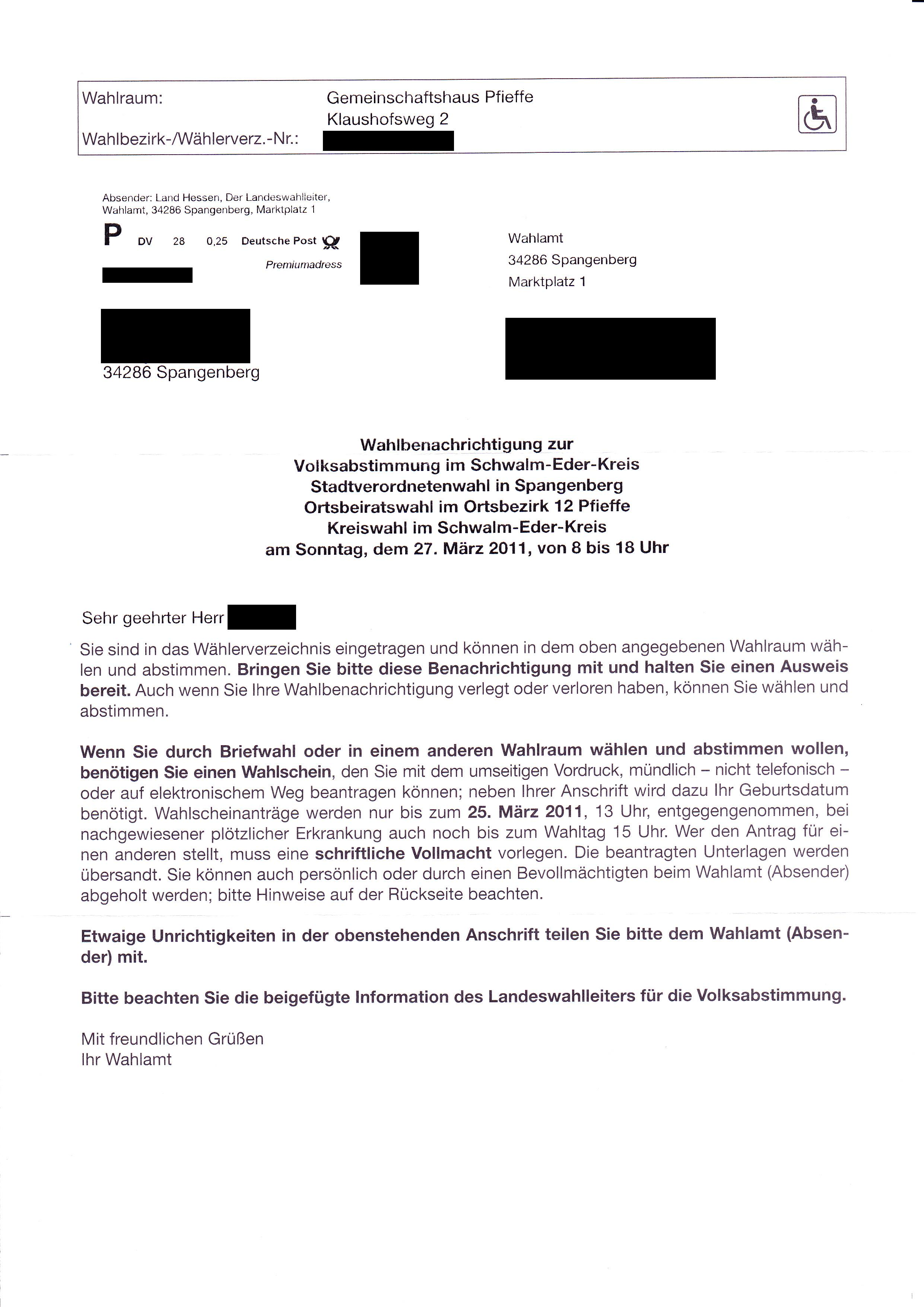
Wahlbenachrichtigung zur Kommunalwahl und zur Volksabstimmung, hier vom Wahlleiter der Stadt Spangenberg

Bei den hessischen Kommunalwahlen 2011 waren alle Bürger der Europäischen Union, die am Wahltag ihr 18. Lebensjahr vollendet hatten und seit mindestens drei Monaten in der Gemeinde ihren Wohnsitz hatten, wahlberechtigt. Für die Ortsbeiratswahlen musste man mindestens drei Monate im Ortsbezirk wohnhaft sein. Man durfte zudem nicht aufgrund von zivil- oder strafrechtlichen Gerichtsentscheidungen vom Wahlrecht ausgeschlossen sein.
Wählbar waren alle Wahlberechtigten, die am Wahltag das 18. Lebensjahr vollendet hatten und seit mindestens sechs Monaten in der Gemeinde oder Stadt wohnhaft waren. Ebenso durften sie nicht durch Richterspruch die Wählbarkeit oder die Befähigung zur Bekleidung öffentlicher Ämter verloren haben.
Die Wahlbenachrichtigungen wurden erstmals als DIN-A4-Blätter verteilt und nicht wie bislang üblich als Postkarte. Insgesamt waren 4,6 Millionen Bürger wahlberechtigt. Davon waren knapp 51 % Frauen. 89.000 Jungwähler wurden erstmals zu einer Wahl aufgerufen. Von den 4,6 Millionen hatten knapp 5 % nicht die deutsche Staatsangehörigkeit. Den größten Anteil davon stellten mit einem Viertel die Italiener.

## Wahlablauf
Bei den Kommunalwahlen waren die hessischen Bürger aufgerufen, die Zusammensetzung der kommunalen Gremien neu zu bestimmen. Dazu zählen Kreistage, Stadtverordnetenversammlungen bzw. Gemeindevertretungen und Ortsbeiräte. In 36 hessischen Städten und Gemeinden wurden die Rathauschefs neu gewählt, in drei Landkreisen die Landräte.
Die Wahlen fanden in freier, allgemeiner, geheimer, gleicher und unmittelbarer Wahl nach den Grundsätzen einer mit einer Personenwahl verbundenen Verhältniswahl statt. Wurde nur ein Wahlvorschlag zugelassen, wurde nach den Grundsätzen der Mehrheitswahl gewählt. Dies war lediglich in den Gemeinden Nieste im Landkreis Kassel und Sensbachtal im Odenwaldkreis der Fall.
Bei den Wahlen zum Kreistag hatte man so viele Stimmen wie der Kreistag Sitze hat, ebenso war es bei den Stadtverordnetenversammlungen bzw. Gemeindevertretungen und den Ortsbeiräten (siehe Tabellen unten). Die Wähler hatten die Möglichkeit, ihre Stimmen zu kumulieren (bis zu drei Stimmen pro Bewerber) und bei der Verhältniswahl auch zu panaschieren.
Bei den Bürgermeister- und Landratswahlen wurde nach den Grundsätzen der Mehrheitswahl gewählt.

## Zusammensetzung der kommunalen Gremien
Die Größe der kommunalen Gremien ist von den Einwohnerzahlen abhängig, die das  Hessische Statistische Landesamt im September 2010 bekanntgegeben hatte. Die jeweilige Zahl der Sitze ist in der Hessischen Landkreisordnung (HKO) und in der Hessischen Gemeindeordnung (HGO) festgelegt.

### Kreistage

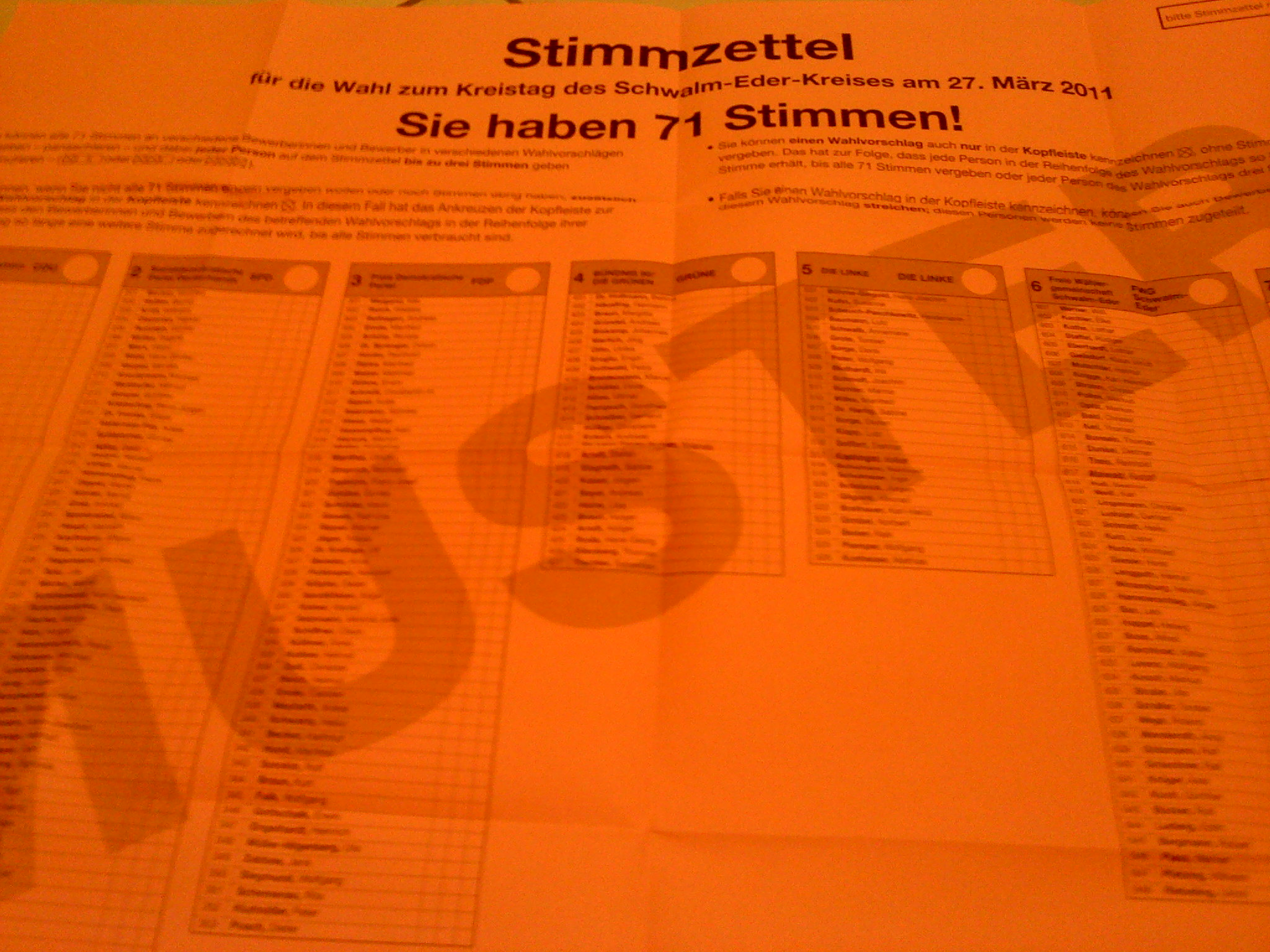
Musterstimmzettel zur Wahl des Kreistages des Schwalm-Eder-Kreises

Bei den Kreistagen sieht die Zusammensetzung wie folgt aus:
| Einwohnerzahl des Landkreises     | Sitze |
| --------------------------------- | ----- |
| bis zu 100.000 Einwohnern         | 51    |
| von 100.001 bis 150.000 Einwohner | 61    |
| von 150.001 bis 200.000 Einwohner | 71    |
| von 200.001 bis 300.000 Einwohner | 81    |
| von 300.001 bis 400.000 Einwohner | 87    |
| über 400.000 Einwohner            | 93    |

Die Zahl der Kreistagsabgeordneten kann spätestens ein Jahr vor der nächsten Kommunalwahl mit der Zweidrittelmehrheit der Kreistagsabgeordneten auf die nächstniedrigere Zahl geändert werden. Es kann auch eine ungerade Zahl zwischen der bisherigen und der nächstniedrigeren gewählt werden. Es müssen mindestens 41 Kreistagsabgeordnete sein. Die Änderung muss durch die Hauptsatzung erfolgen.
Es gibt derzeit keinen Kreistag, der aus 93 Mitgliedern besteht. Die größten Kreistage gibt es im Landkreis Offenbach und im Main-Kinzig-Kreis mit jeweils 87 Mitgliedern. Normalerweise würde der Kreistag des Main-Kinzig-Kreises aus 93 Mitgliedern bestehen, da der Main-Kinzig-Kreis mehr als 400.000 Einwohner hat. In der Hauptsatzung des Main-Kinzig-Kreises ist die Zahl der Mitglieder des Kreistages allerdings auf 87 festgesetzt.

### Stadtverordnetenversammlungen/Gemeindevertretungen

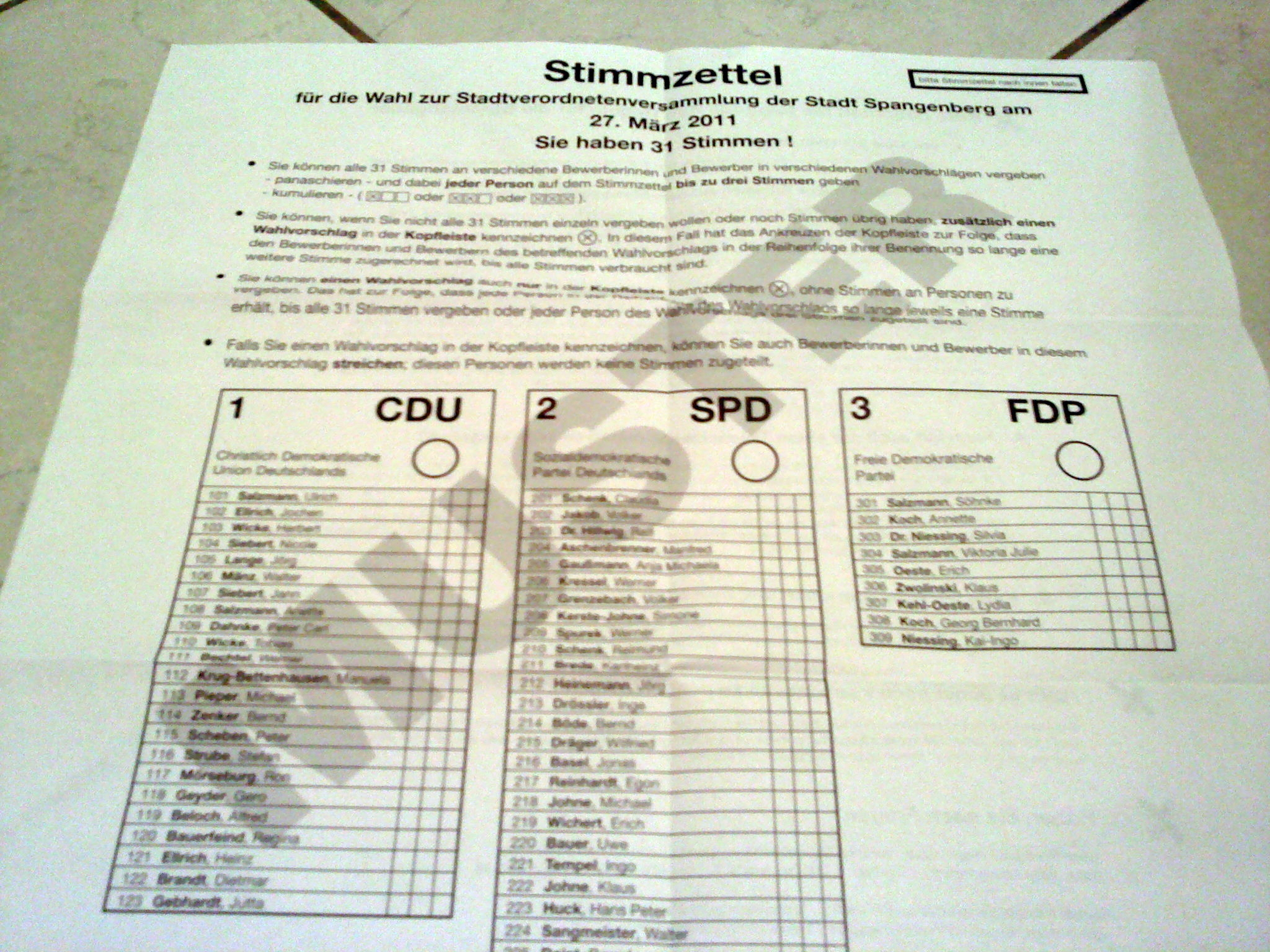
Musterstimmzettel zur Wahl der Stadtverordnetenversammlung der Stadt Spangenberg

Bei den Stadtverordnetenversammlungen bzw. Gemeindevertretungen sieht die Zusammensetzung wie folgt aus:
| Einwohnerzahl                           | Sitze |
| --------------------------------------- | ----- |
| bis zu 3.000 Einwohnern                 | 15    |
| von 3.001 bis zu 5.000 Einwohnern       | 23    |
| von 5.001 bis zu 10.000 Einwohnern      | 31    |
| von 10.001 bis zu 25.000 Einwohnern     | 37    |
| von 25.001 bis zu 50.000 Einwohnern     | 45    |
| von 50.001 bis zu 100.000 Einwohnern    | 59    |
| von 100.001 bis zu 250.000 Einwohnern   | 71    |
| von 250.001 bis zu 500.000 Einwohnern   | 81    |
| von 500.001 bis zu 1.000.000 Einwohnern | 93    |
| über 1.000.000 Einwohner                | 105   |

Die Zahl der Stadtverordneten bzw. Gemeindevertreter kann spätestens ein Jahr vor der nächsten Kommunalwahl mit der Zweidrittelmehrheit der Stadtverordneten bzw. Gemeindevertreter auf die nächstniedrigere Zahl geändert werden. Es kann auch eine ungerade Zahl zwischen der bisherigen und der nächstniedrigeren gewählt werden. Es müssen mindestens elf Stadtverordnete bzw. Gemeindevertreter sein. Die Änderung muss durch die Hauptsatzung erfolgen.
Die größte Stadtverordnetenversammlung in Hessen ist die der Stadt Frankfurt am Main. Dort sitzen 93 Stadtverordnete. 105 Stadtverordnete kann keine Stadtverordnetenversammlung bieten, da es in Hessen keine Millionenstadt gibt.

### Ortsbeiräte

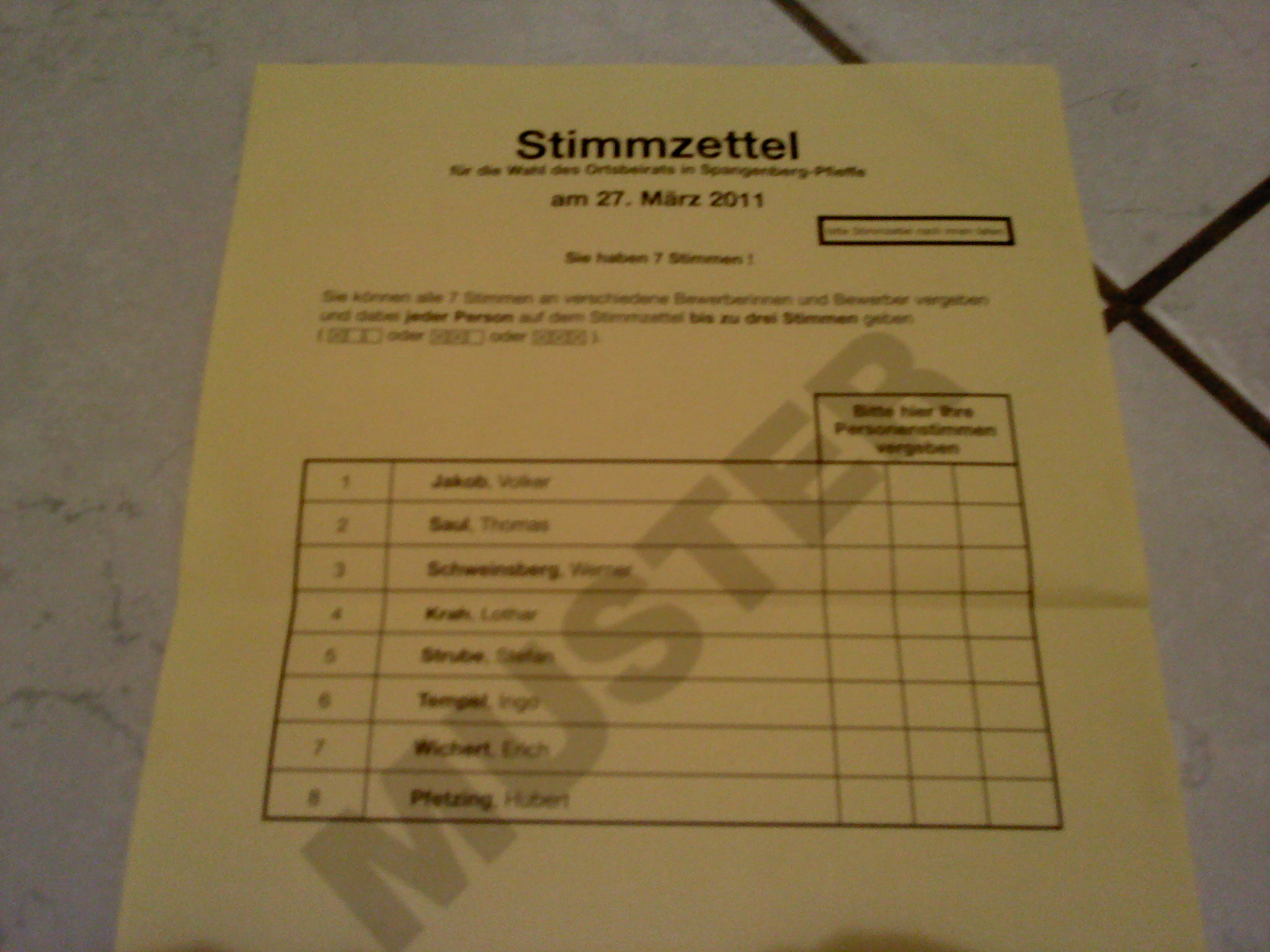
Musterstimmzettel zur Wahl des Ortsbeirates in Pfieffe (Stadt Spangenberg)

Die Zahl der Mitglieder eines Ortsbeirates bestimmen die jeweiligen Städte oder Gemeinden in ihren Hauptsatzungen. Sie muss zwischen drei und neun liegen. Bei mehr als 8000 Einwohnern im Ortsbezirk dürfen es bis zu 19 Mitglieder sein.

## Parteien
In den 21 Landkreisen und 426 Gemeinden traten insgesamt 17 Parteien und 550 Wählergruppen an. Folgende Parteien traten mit Listen zu den Kreistagswahlen an:
| Partei                                             | Kreistagslisten | Listen bei Gemeindewahlen |
| -------------------------------------------------- | --------------- | ------------------------- |
| Christlich Demokratische Union Deutschlands (CDU)  | 21              | 411                       |
| Sozialdemokratische Partei Deutschlands (SPD)      | 21              | 418                       |
| Freie Demokratische Partei (FDP)                   | 21              | 229                       |
| Bündnis 90/Die Grünen (Grüne)                      | 21              | 227                       |
| Die Linke                                          | 18              | 54                        |
| Piratenpartei Deutschland (Piraten)                | 10              | 10                        |
| Die Republikaner (REP)                             | 7               | 11                        |
| Nationaldemokratische Partei Deutschlands (NPD)    | 3               | 6                         |
| Partei Mensch Umwelt Tierschutz (Tierschutzpartei) | 2               | 1                         |
| Anarchistische Pogo-Partei Deutschlands (APPD)     | 1               | 1                         |
| Verschiedene Wählergemeinschaften                  | 17              | 364                       |

In einzelnen Gemeinden traten das Bündnis für Innovation und Gerechtigkeit (BIG, 3 Gemeinden), die Allianz Graue Panther (AGP, nur Frankfurt), die Partei für Arbeit, Umwelt und Familie (AUF, nur Groß-Zimmern), die Partei für Arbeit, Rechtsstaat, Tierschutz, Elitenförderung und basisdemokratische Initiative (Die PARTEI, nur Frankfurt) und die Deutsche Kommunistische Partei (DKP, nur Reinheim) an.

## Wahlprogramme
Hier werden die Programme der fünf im Landtag vertretenen Parteien genannt.

### CDU
Am 19. Februar 2011 starteten die hessischen Christdemokraten mit einem kleinen Parteitag im osthessischen Petersberg in den Kommunalwahlkampf. 146 Delegierte segneten das Programm Mut zur Verantwortung einstimmig ab. Der Landesvorsitzende und hessische Ministerpräsident Volker Bouffier sagte, die CDU stehe für familienfreundliche Kommunen.
Das Programm legte sein Hauptaugenmerk auf bessere Kinderbetreuung, Bildung und familienfreundliche Kommunen. Bouffier warb auch für die Schuldenbremse, über die am Wahltag eine Volksabstimmung stattfand.
Unterstützung erhielten die Christdemokraten während des Wahlkampfes auch von Bundespolitikern. Bundeskanzlerin Angela Merkel war am 19. März in Frankfurt am Main und Hanau, der damalige Verteidigungsminister Karl-Theodor zu Guttenberg (CSU) am 21. Februar in Kelkheim (Taunus) zu Gast.

### SPD
Die hessische SPD hat auf dem Landesparteitag am 27. November 2010 in Gießen ihr Programm für die Kommunalwahl verabschiedet. Man solle fröhlich in den Kommunalwahlkampf ziehen, sagte Landesvorsitzender Thorsten Schäfer-Gümbel. Ziel sei es, wieder stärkste Kraft in Hessen zu werden. Man wolle Bürgermeister, Oberbürgermeister und Landräte stellen.
Hessen GERECHT hießen die Ziele, die der Parteitag für die kommunale Arbeit verabschiedet hatte. Darin ging es vor allem um besseren Zugang zu Bildungseinrichtungen, Arbeit für alle, Integration und nachhaltige Wirtschaft.
Am 23. Januar 2011 startete die SPD in die heiße Phase des Kommunalwahlkampfes. In Hofheim am Taunus war auch der Vorsitzende der Bundes-SPD, Sigmar Gabriel, zugegen. Auch die hessischen Sozialdemokraten erhielten während des Wahlkampfes Unterstützung von Bundespolitikern. Der neu gewählte Erste Bürgermeister von Hamburg, Olaf Scholz, war am 24. März in Frankfurt am Main zu Gast.

### FDP
In der Kongresshalle in Gießen hielten die hessischen Liberalen am 12. Februar 2011 ihren Parteitag ab. Der Landesvorsitzende Jörg-Uwe Hahn stellte das Wahlprogramm vor. Es wurde von den 300 Delegierten fast einstimmig beschlossen, lediglich eine Enthaltung wurde verzeichnet.
Ziele seien eine bessere Kinderbetreuung, mehr Integrationshilfen und erweiterte Schulangebote. In Koalitionsfragen auf kommunaler Ebene sei man „ideologiefrei“, so Hahn weiter. Das Ergebnis der letzten Wahl (5,8 %) wolle man verbessern.

### Bündnis 90/Die Grünen
Am 30. Oktober 2010 hielten die Grünen ihre Landesmitgliederversammlung in Kassel ab. Selbstbewusst, aber nicht größenwahnsinnig gehe man der Kommunalwahl entgegen, sagte Landeschef Tarek Al-Wazir. Die Zahl der Sitze in den Kommunalparlamenten solle um 30 % erhöht werden: von derzeit 700 auf über 900. Man müsse klarmachen, wie die Kommunalpolitik mit immer weniger Geld funktioniere.
In Darmstadt war am 24. März der Fraktionsvorsitzende der Grünen im Deutschen Bundestag, Jürgen Trittin, zu Gast.

### Die Linke
Bereits am 28./29. August 2010 hielt Die Linke ihren Parteitag in Langenselbold ab. Man trete für lebenswerte Kommunen für alle an, sagte die Landesvorsitzende Heidemarie Scheuch-Paschkewitz. Man wolle die Nachteile ländlicher Regionen gerecht ausgleichen.
Am 19. März war die Bundesvorsitzende der Linken, Gesine Lötzsch, in Offenbach am Main zum Wahlkampfendspurt zu Gast. Gregor Gysi, Fraktionsvorsitzender der Linken im Bundestag, sprach am 24. März in Kassel.

## Ergebnisse der Kommunalwahlen

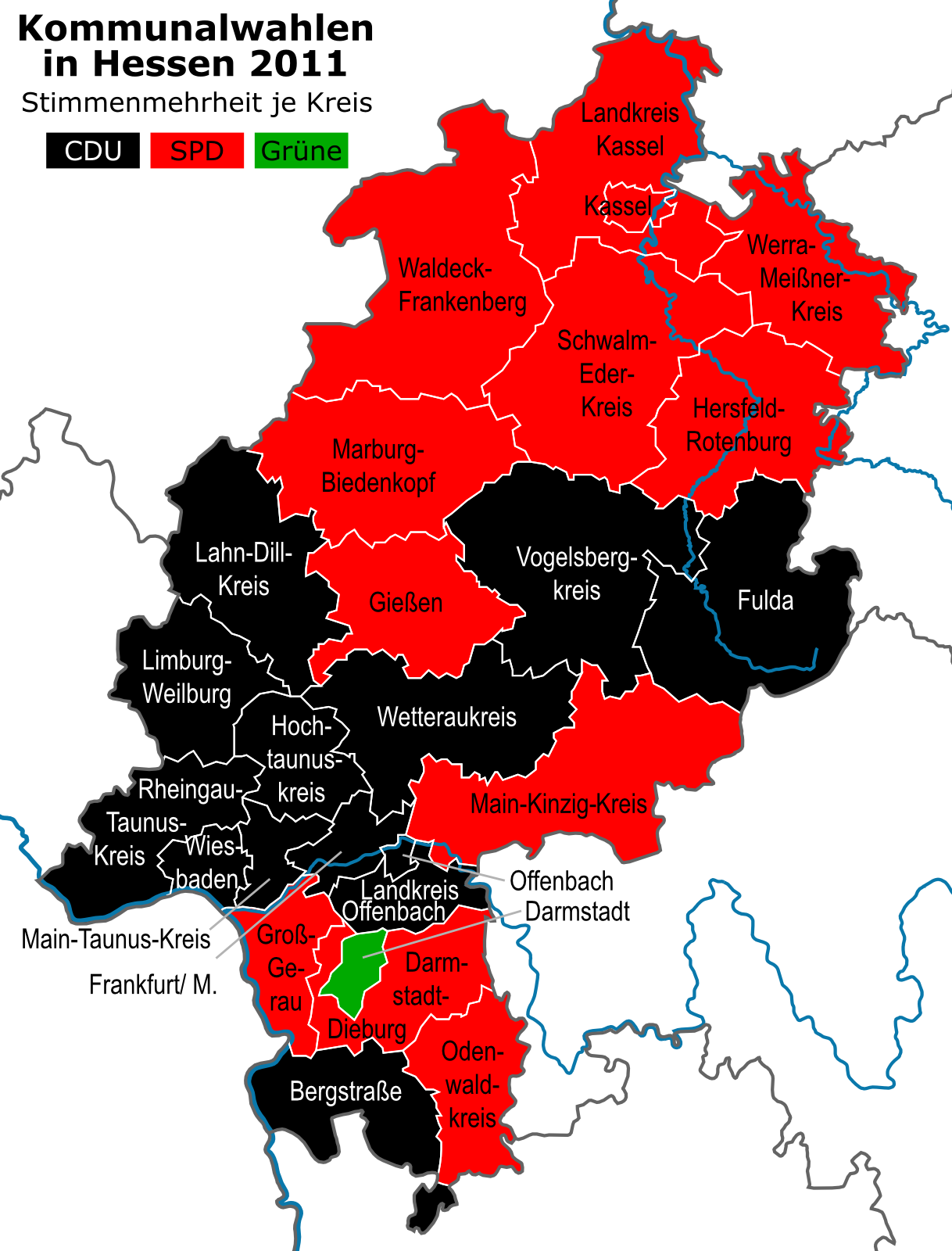
Stimmenmehrheiten in den Landkreisen und kreisfreien Städten

Die Wahlbeteiligung lag mit 47,7 Prozent um 1,9 Prozentpunkte höher als 2006. Die CDU behauptete sich als stärkste Kraft, hatte aber auch die stärksten Verluste zu verzeichnen. Die SPD blieb zweitstärkste Kraft vor den Grünen, die ihr Ergebnis verdoppelten. Wählergruppen und FDP mussten Verluste hinnehmen, Die Linke gewann leicht hinzu. Die Piratenpartei zog in zehn Kreistage und in die Stadtverordnetenversammlungen aller fünf kreisfreien Städte ein.
Die Kommunalwahlen lieferten in den Landkreisen und kreisfreien Städten folgendes amtliches gewichtetes Endergebnis:
| Partei                       | Ergebnis | Veränderung |
| ---------------------------- | -------- | ----------- |
| CDU Hessen                   | 33,7 %   | −4,8 %p     |
| SPD Hessen                   | 31,5 %   | −3,2 %p     |
| Bündnis 90/Die Grünen Hessen | 18,3 %   | +9,1 %p     |
| Wählergruppen                | 7,2 %    | −1,4 %p     |
| FDP Hessen                   | 3,9 %    | −1,9 %p     |
| Die Linke                    | 2,7 %    | +1,7 %p     |
| Piratenpartei Deutschland    | 1,3 %    | +1,3 %p     |
| Sonstige                     | 1,3 %    | −0,9 %p     |

Für die Ergebnisse in ausgewählten hessischen Städten siehe:
- Darmstadt
- Frankfurt am Main
- Fulda
- Kassel
- Offenbach am Main
- Wiesbaden

## Wahlen in den kreisangehörigen Städten und Gemeinden
Die CDU konnte ihr landesweit bestes Ergebnis mit 65,9 Prozent der Stimmen im osthessischen Poppenhausen im traditionell katholisch geprägten Landkreis Fulda erreichen. 100 Prozent der Stimmen erreichte die SPD in der Gemeinde Nieste im Landkreis Kassel, da sonst niemand eine Liste aufstellte. Mit 21,8 Prozent der Stimmen erreichte die FDP ihr hessenweit bestes Ergebnis in Steinbach im Hochtaunuskreis. Die Grünen erreichten in Seeheim-Jugenheim im Landkreis Darmstadt-Dieburg mit 35,9 Prozent der Stimmen ihr landesweit höchstes Ergebnis, der Linken gelang dies mit 5,7 Prozent der Stimmen in Wetter im Landkreis Marburg-Biedenkopf. In Sensbachtal im Odenwaldkreis konnte eine Wählergruppe 100 Prozent der Stimmen erringen, da sie als einzige Liste antrat.
Die größten Gewinne erreichte die CDU in Bad Orb mit 12,3 Prozentpunkten, die SPD in Rasdorf mit 23,2 Prozentpunkten, die FDP in Steinbach mit 12,3 Prozentpunkten, die Grünen in Egelsbach mit 18,7 Prozentpunkten und die Linken in Wetter mit 3,2 Prozentpunkten.
In Gründau musste die CDU mit minus 22,6 Prozentpunkten ihre landesweit größten Verluste hinnehmen. Die SPD verlor mit Verlusten von 20,9 Prozentpunkten in Immenhausen hessenweit am stärksten. Mit minus 10 Prozentpunkten verlor die FDP in Grebenhain am stärksten, die Grünen mussten keine Verluste hinnehmen. Die Linken hatten ihre größten Verluste in Gießen mit 1,9 Prozentpunkten zu verzeichnen.

## Bürgermeister- und Landratswahlen
Neben den Wahlen der Kommunalparlamente wurden drei Landräte, drei Oberbürgermeister und 36 Bürgermeister neu gewählt.
- Im Main-Kinzig-Kreis konnte sich der bisherige Landrat Erich Pipa (SPD) in der Stichwahl mit 65,0 % gegen Günter Frenz (CDU) durchsetzen.[35]
- Der bisherige erste Kreisbeigeordnete des Main-Taunus-Kreises, Michael Cyriax (CDU), gewann mit 61,5 % gegen zwei Mitbewerber die Wahl und wurde Nachfolger des nicht mehr angetretenen Berthold R. Gall (CDU).[36]
- Der amtierende Landrat des Rheingau-Taunus-Kreises, Burkhard Albers (SPD), setzte sich in der Stichwahl am 10. April 2011 mit 60,2 % gegen Jutta Nothacker (CDU) durch.[37]
- In Kassel wurde der amtierende Oberbürgermeister Bertram Hilgen (SPD) mit 51,3 % der Stimmen wiedergewählt[38], in Marburg gelang dies Egon Vaupel (SPD) mit 59,3 % der Stimmen ebenfalls.[39]
- Jochen Partsch (Grüne) konnte die Stichwahl am 10. April in Darmstadt mit 69,1 % der Stimmen gegen Amtsinhaber Walter Hoffmann (SPD) für sich entscheiden und wurde zum ersten grünen Oberbürgermeister einer hessischen Großstadt gewählt.[40]

## Reaktionen der Parteien
Die Parteien bewerteten den Ausgang der Wahlen erwartungsgemäß unterschiedlich. Lediglich beim wahlentscheidenden Thema Energiepolitik waren sich die Parteien einig.
Volker Bouffier erklärte, die CDU habe ihre beiden Ziele, stärkste Kraft zu bleiben und die Verankerung der Schuldenbremse in die Verfassung aufzunehmen, erreicht. Der Generalsekretär der hessischen CDU, Peter Beuth, sah das gute Abschneiden der Grünen als eine Momentaufnahme an.
Michael Roth, Generalsekretär der hessischen SPD, meinte, dass die Partei mit ihren Schwerpunkten Arbeit und soziale Gerechtigkeit nicht so gut beim Wähler angekommen sei, die Atom-Debatte habe die anderen Themen überlagert. Dennoch sah Roth eine positive Tendenz für seine Partei.
Die Grünen erzielten das beste Kommunalwahlergebnis in einem Flächenland in ihrer Geschichte. Der Geschäftsführer der hessischen Grünen, Kai Klose, wies darauf hin, dass nicht nur die Atom-Debatte die Wähler mobilisiert habe. Auch die Geradlinigkeit, Glaubwürdigkeit und das Beherrschen des politischen Handwerks seien Gründe für das gute Abschneiden der Grünen.
Der stellvertretende Landesvorsitzende der hessischen Liberalen, Hans-Jürgen Hielscher, forderte nach der herben Wahlniederlage die Abkehr von der Kernenergie. Man könne nicht gegen zwei Drittel der Bevölkerung Politik machen.
Unzufrieden mit dem Ergebnis war der Landesvorsitzende der Linken, Ulrich Wilken. Man wollte die Mandate verdoppeln, dieses Ziel verfehlte man. Wilken begründete dies damit, dass die soziale Frage in den letzten Tagen vor der Wahl keine Rolle mehr gespielt habe.

## Pannen und Unregelmäßigkeiten
Bei der Auszählung der Stimmzettel kam es in einigen Orten zu Pannen oder Unregelmäßigkeiten.
- Am Wahlabend gab es einige Probleme mit der Übermittlung von Ergebnissen. In Altenstadt wurde das Ergebnis der Grünen mit dem der FDP vertauscht, ebenso in Grünberg. In Bad Nauheim wurden in einem Wahllokal nicht zuerst die Stimmzettel der Volksabstimmung ausgezählt, dies verzögerte die Ergebnismeldung um gut zwei Stunden.[42]
- In Selters wurde die Briefwahl am 21. August 2011 in drei Ortsteilen wiederholt. Dort waren drei Kisten mit Briefwahlunterlagen vor der Auszählung entsorgt und auf dem Bauhof verbrannt worden. Die Briefwähler in den Ortsteilen Eisenbach, Münster und Haintchen erhielten nach der Feststellung des Fehlers durch die Gemeindevertretung neue Briefwahlunterlagen und durften erneut wählen. Am 22. August 2011 gab die Gemeinde das Ergebnis der Nachwahl bekannt. Die CDU sicherte sich durch entsprechende Stimmenzuwächse mit 52,0 % der Stimmen nun die absolute Mehrheit, die BLN verlor im Gegenzug einen Sitz. Die anderen Parteien oder Wählergemeinschaften hatten kleine Stimmengewinne bzw. -verluste hinzunehmen, an der Sitzverteilung änderte sich bei ihnen aber nichts.
- Unter den als ungültig gewerteten Stimmzetteln fanden sich in Frankfurt auch gültige Stimmzettel. Die Stadt ließ daraufhin alle 19.000 ungültigen Stimmzettel noch einmal nachzählen.[43] Bei dieser Nachzählung wurden noch 1.500 gültige Stimmzettel gefunden und entsprechend gewertet. An der Sitzverteilung in der Stadtverordnetenversammlung änderten diese aber nichts mehr.[44]
- Im nordhessischen Melsungen wurde die Briefwahl wiederholt. Dort wurden am Morgen nach der Wahl die Briefwahlunterlagen, die im Rathausbriefkasten lagen, als ungültig, da verspätet, gewertet. Der Wahlleiter Roland Schmidt konnte nicht ausschließen, dass die Unterlagen doch noch rechtzeitig eingeworfen wurden, da der Briefkasten vor dem Rathaus um 18 Uhr nicht mehr geleert wurde.[45] Die Stadtverordnetenversammlung entschied in ihrer konstituierenden Sitzung, dass die Briefwahl wiederholt werde. Am 21. Juni 2011 beschloss die Stadtverordnetenversammlung, die Briefwahl bis zum 31. Juli wiederholen zu lassen.[46] Das Ergebnis der Wiederholungswahl brachte keine Änderung bei der Sitzverteilung im Vergleich zur regulären Wahl Ende März.